# Moonie Highway
Der Moonie Highway ist eine Fernverkehrsstraße im Südosten des australischen Bundesstaates Queensland. Er verbindet den Warrego Highway (NA2) in Dalby mit dem Leichhardt Highway (A5) in Moonie und dem Carnarvon Highway (R46, A55) und dem Castlereagh Highway (A55) in St. George.
Der als Staatsstraße 49 ausgezeichnete Highway stellt die Fortsetzung des Balonne Highway (S49) nach Osten, bzw. die Fortsetzung des Bunya Highway (S49) nach Südwesten dar. Er ist nach der Kleinstadt Moonie und dem Moonie River, den er an seinem Südufer begleitet und kurz vor St. George überquert, benannt.
An dieser Fernstraße liegen sowohl landwirtschaftliche Siedlungen als auch Öl- und Gasfelder. Ebenso erschließt sie den Lake-Broadwater-Nationalpark im Tal des Condamine River sowie den Southwood-Nationalpark und den Alton-Nationalpark im Tal des Moonie River.